# محمد عبد الشافي
محمد سيد عبد الشافي (ولد في 1 يوليو 1985 بحي المرج في القاهرة)، لاعب كرة قدم مصري سابق. لعب لنادي الزمالك وحقق معه العديد من الإنجازات، كما لعب للمنتخب المصري وكان جزءا من الفريق الذي فاز بلقب كأس الأمم الإفريقية 2010. احترف لفترة في الاهلي السعودي ثم عاد إلى نادي الزمالك مره اخرى في عام 2018. أعلن اعتزاله كرة القدم في يونيو 2025 بعد الفوز بكأس مصر 2024–25 مع نادي الزمالك. 

## مسيرته الكروية
بدأ مشواره ضمن ناشئى نادى الزمالك، قبل أن ينتقل لنادى إنبى عام 2003، ولعب معه موسمين في فريق الشباب بالنادى، بعدها انتقل لنادى غزل المحلة عام 2005 واستمر معه حتى 2009.

### الزمالك
في 13 يونيو 2009، نجحت إدارة الزمالك في ضم محمد عبد الشافي من غزل المحلة، لمدة ثلاث سنوات.
في 31 أكتوبر 2013، وقع محمد عبد الشافي مع الزمالك علي عقد مدته ثلاث سنوات وقال بعدها:
| محمد عبد الشافي | لا يمكن اللعب في مصر بالنسبة لي سوى للزمالك، وبالتالي لم يكن هناك أي تفكير في الرحيل من الأساس | محمد عبد الشافي |

لعب محمد عبد الشافى خلال فترته الأولى مع الزمالك 158 مباراة، من بينها 104 مباريات في بطولة الدورى الممتاز، سجل خلالها 8 أهداف وصنع 8 غيرها وحصل على 9 إنذارات، كما خاض 38 مباراة في بطولات أفريقيا وسجل هدفا وحيدا، وصنع هدفين، بينما شارك في بطولة كأس مصر 15 مباراة، سجل خلالها هدفا وصنع 4 أهداف وحصل على بطاقة صفراء وحيدة.

### الأهلي السعودي
في 06 يوليو 2015، وقعت إدارة نادي الأهلي السعودي عقداً رسمياً لمدة ثلاث سنوات مع أفضلية التوقيع لسنة رابعة مع اللاعب محمد عبد الشافي للانتقال إلى صفوف الفريق.
خاض محمد عبد الشافي مع الأهلي السعودي 113 مباراة، بواقع 9930 دقيقة لعب، لم يسجل خلالها، وصنع 10 أهداف، وظهر في 74 مباراة مع الفريق بالدورى السعودى للمحترفين وصنع 8 أهداف، بينما خاض 20 مباراة في دورى أبطال آسيا وصنع هدفين فقط. كما شارك في 11 مباراة مع الأهلى في بطولة كأس خادم الحرمين الشريفين لم يسجل خلالها أو يصنع أي أهداف، بالإضافة للظهور في 7 مباريات بكأس ولى العهد، ومباراة وحيدة في كأس السوبر السعودي.

### الفتح السعودي
في عام 2018، خاض محمد عبد الشافى فترة إعارة ضمن صفوف فريق الفتح السعودى عام 2018، شارك خلالها في 10 مباريات، من بينها 9 مباريات في الدورى السعودى ومباراة وحيدة في كأس خادم الحرمين الشريفين، حيث نجح في صناعة 3 أهداف، ولم يسجل أي أهداف.

### الأهلي السعودي

#### موسم 2018-2019
في 25 فبراير 2019، صنع محمد عبد الشافي هدفاً سجله بابلو دياز في الدقيقة 52 من عمر المباراة التي جمعت الأهلي السعودي مع الوصل الإماراتي.

### الزمالك
في 25 يوليو 2019، تعاقد نادي الزمالك مع محمد عبد الشافي الظهير الأيسر للنادي الأهلي السعودي السابق خلال فترة الإنتقالات الصيفية لمدة ثلاثة سنوات في صفقة انتقال حر.

#### موسم 2019-2020
في 22 أغسطس 2020، تعرض محمد عبد الشافي، الظهير الأيسر للزمالك، لإصابة قوية من اللاعب وليد سليمان خلال مباراة فريقه أمام الأهلي، التي أقيمت بينهما على استاد القاهرة.

#### موسم 2020-2021
في 10 أغسطس 2021، سجل محمد عبد الشافى الهدف الثانى لفريقه في شباك الاتحاد السكندرى في الدقيقة 83 من عمر المباراة التي إنتهت بفوز الزمالك بنتيجة 2-1 على ستاد الإسكندرية، ضمن منافسات الجولة التاسعة والعشرون من عمر مسابقة الدورى المصرى الممتاز.

## مسيرته الدولية
إختاره مدرب منتخب مصر حسن شحاتة للانضمام لمنتخب مصر قبل بطولة الأمم الأفريقية 2010، وكانت أول مباراة دولية له أمام منتخب ملاوي التي أقيمت بالقاهرة يوم 29 ديسمبر 2009 وانتهت بالتعادل 1-1، وأحرز أول أهدافه مع المنتخب المصري ببطولة الأمم الأفريقية انجولا 2010 في منتخب الجزائر بعد أن نزل بديلاً في الشوط الثاني ليسجل ثالث أهداف مصر في المباراة التي انتهت بنتيجة 4-0. تمت إعارته للنادي الأهلي السعودي في موسم 2015، ومن ثم تم شراء عقده من قبل النادي الأخير في نهاية الموسم وأعاره الأهلي إلى نادي الفتح مطلع عام 2018 .

## إحصائيات مهنية

### دولي
آخر تحديث 25 يونيو 2018..
| مصر      | مصر       | مصر     |
| عام      | المشاركات | الإهداف |
| -------- | --------- | ------- |
| 2009     | 1         | 0       |
| 2010     | 10        | 1       |
| 2011     | 1         | 0       |
| 2012     | 12        | 0       |
| 2013     | 6         | 0       |
| 2014     | 4         | 0       |
| 2015     | 4         | 0       |
| 2016     | 4         | 0       |
| 2017     | 7         | 0       |
| 2018     | 6         | 0       |
| الإجمالى | 55        | 1       |

### الأهداف الدولية
| #  | التاريخ       | مكان                               | الخصم   | عدد الأهداف | النتيجة | المنافسة                 |
| -- | ------------- | ---------------------------------- | ------- | ----------- | ------- | ------------------------ |
| 1. | 28 يناير 2010 | ملعب السيد داجراشا، بنغيلا، أنغولا | الجزائر | 3 – 0       | 4 – 0   | كأس الأمم الأفريقية 2010 |

## الإنجازات

### الأندية

#### الزمالك المصري
- الدوري المصري الممتاز (3): 2014-15، 2020–21 ، 2021–22
- كأس مصر (5): 2012-13، 2013-14، 2019-20، 2021–22, 2024–25
- كأس السوبر المصري (1): 2019-20
- كأس الكونفيدرالية الإفريقية (1): 2023–24
- كأس السوبر الإفريقي (2): 2020، 2024

#### الأهلي السعودي
- كأس ولي العهد: 2014
- دوري عبداللطيف جميل: 2016
- كأس خادم الحرمين الشريفين: 2016
- كأس السوبر: 2016

### الفريق القومي

#### منتخب مصر
- كأس الأمم الأفريقية: 2010

## روابط خارجية
- محمد عبد الشافي على موقع الاتحاد الدولي (مؤرشف)  (الإنجليزية)
- محمد عبد الشافي على موقع الاتحاد الأوربي (الإنجليزية)
- محمد عبد الشافي على موقع قاعدة بيانات كرة القدم.إي يو (الإنجليزية)
- محمد عبد الشافي على موقع ناشيونال فوتبول تيمز (الإنجليزية)
- محمد عبد الشافي على موقع Soccerway.com (الإنجليزية)